# Pin Ups
Pin Ups – album nagrany z 1973 przez Davida Bowiego zawierający nowe wersje klasycznych piosenek rockowych.  W Anglii album wszedł na pierwsze miejsce na liście przebojów, w Ameryce dotarł do miejsca 23.
Pierwszym singlem z albumu była piosenka "Sorrow", na drugiej stronie płyty umieszczona piosenkę "Port of Amsterdam" będąca nowa wersją utworu Brela "Amsterdam".  W Anglii singel z "Sorrow" dotarł do trzeciego miejsca na liście przebojów. Wybór tej piosenki na pierwszy singel płyty zaskoczył większość krytyków, uważano, że była jedną z najsłabszych piosenek z Pin Ups.

## Lista utworów
| 1.  | "Rosalyn" (Jimmy Duncan/Bill Farley)                         | 2:27  |
|     |                                                              |       |
| 2.  | "Here Comes the Night" (Bert Berns)                          | 3:09  |
|     |                                                              |       |
| 3.  | "I Wish You Would" (Billy Arnold)                            | 2:40  |
|     |                                                              |       |
| 4.  | "See Emily Play" (Syd Barrett)                               | 4:03  |
|     |                                                              |       |
| 5.  | "Everything's Alright" (Crouch/Konrad/Stavely/James/Karlson) | 2:26  |
|     |                                                              |       |
| 6.  | "I Can't Explain" (Pete Townshend)                           | 2:07  |
|     |                                                              |       |
| 7.  | "Friday on My Mind" (Young/Vanda)                            | 3:18  |
|     |                                                              |       |
| 8.  | "Sorrow" (Feldman/Goldstein/Gottehrer)                       | 2:48  |
|     |                                                              |       |
| 9.  | "Don't Bring Me Down" (Johnnie Dee)                          | 2:01  |
|     |                                                              |       |
| 10. | "Shapes of Things" (Samwell-Smith/McCarty/Relf)              | 2:47  |
|     |                                                              |       |
| 11. | "Anyway, Anyhow, Anywhere" (Pete Townshend/Roger Daltrey)    | 3:04  |
|     |                                                              |       |
| 12. | "Where Have All the Good Times Gone" (Ray Davies)            | 2:35  |
|     |                                                              |       |
|     |                                                              | 33:25 |
|     |                                                              |       |

### Muzycy
- David Bowie: śpiew, gitara, saksofon
- Mick Ronson:gitara, fortepian, śpiew
- Trevor Bolder: gitara basowa
- Aynsley Dunbar: instrumenty perkusyjne
- Mike Garson: fortepian
- Ken Fordham: saksofon
- G.A. MacCormack: śpiew